# Feyenoord in het seizoen 1991/92
Hier staan alle statistieken van Feyenoord tijdens het seizoen 1991/92.

## Wedstrijden

### PTT Telecom Cup
| Zondag 14 augustus 1991 20:00 uur,                         | PSV | 0-1 (0-1) | Feyenoord *   | Opstelling PSV | Opstelling Feyenoord * |  |
| Stadion: De Kuip, Rotterdam Toeschouwers: 30.288 Uilenberg |     |           | 10' Damaschin | Van Breukelen, Van Aerle, Valckx, E. Koeman, J. de Jong ?', 74', Ellerman, Linskens, Chovanec, Hoekstra, Kieft 71' ( Schreuder, Romário 18' ( Bwalya ) | De Goey, Van Gobbel, Fraser , De Wolf 53', Heus, Scholten, Metgod , Witschge, Kiprich 79' ( Taument), Damaschin, Blinker 61' ( Troost) |  |
| Stadion: De Kuip, Rotterdam Toeschouwers: 30.288 Uilenberg |     |           |               | Van Breukelen, Van Aerle, Valckx, E. Koeman, J. de Jong ?', 74', Ellerman, Linskens, Chovanec, Hoekstra, Kieft 71' ( Schreuder, Romário 18' ( Bwalya ) | De Goey, Van Gobbel, Fraser , De Wolf 53', Heus, Scholten, Metgod , Witschge, Kiprich 79' ( Taument), Damaschin, Blinker 61' ( Troost) |  |
| Stadion: De Kuip, Rotterdam Toeschouwers: 30.288 Uilenberg |     |           |               | Van Breukelen, Van Aerle, Valckx, E. Koeman, J. de Jong ?', 74', Ellerman, Linskens, Chovanec, Hoekstra, Kieft 71' ( Schreuder, Romário 18' ( Bwalya ) | De Goey, Van Gobbel, Fraser , De Wolf 53', Heus, Scholten, Metgod , Witschge, Kiprich 79' ( Taument), Damaschin, Blinker 61' ( Troost) |  |
|                                                            |     |           |               | | |  |

| * Winnaar PTT Telecom Cup 1991 |
| ------------------------------ |
| Eerste titel                   |

### PTT-Telecompetitie
| Datum      | Thuis             | Uitslag | Uit               | Doelpuntenmakers Feyenoord                                                            | Bijzonderheden                                                                                        |
| ---------- | ----------------- | ------- | ----------------- | ------------------------------------------------------------------------------------- | --- |
| 18-08-1991 | Feyenoord         | 1 - 0   | FC Twente *       | 1-0 52' (pen.) Kiprich                                                                | * Speelde de wedstrijd uit met 10 spelers (± 6 min.)                                                  |
| 25-08-1991 | Sparta Rotterdam  | 0 - 0   | Feyenoord         |                                                                                       | |
| 04-09-1991 | Feyenoord         | 1 - 1   | Roda JC           | 1-1 66' Damaschin                                                                     | |
| 07-09-1991 | VVV-Venlo         | 0 - 1   | Feyenoord         | 0-1 47' Taument                                                                       | |
| 15-09-1991 | Feyenoord         | 2 - 0   | SVV/Dordrecht '90 | 1-0 41' Fraser 2-0 83' Taument                                                        | |
| 22-09-1990 | Vitesse           | 2 - 1   | Feyenoord         | 1-1 52' De Wolf                                                                       | 2-1 90' (e.d.) Heus                                                                                   |
| 25-09-1991 | Feyenoord         | 1 - 0   | FC Volendam       | 1-0 49' Damaschin                                                                     | |
| 29-09-1991 | Willem II *       | 1 - 4   | Feyenoord         | 0-1 13' Damaschin 0-2 38' Metgod 1-3 79' Taument 1-4 84' Metgod                       | * Speelde de wedstrijd uit met 10 spelers (± 28 min.)                                                 |
| 06-10-1991 | MVV               | 0 - 1   | Feyenoord         | 0-1 33' Damaschin                                                                     | |
| 09-10-1991 | Feyenoord         | 1 - 1   | PSV               | 1-0 16' De Wolf                                                                       | |
| 13-10-1991 | FC Den Haag       | 1 - 4   | Feyenoord         | 1-1 45' Damaschin 1-2 60' Fraser 1-3 86' Blinker 1-4 88' Kiprich                      | |
| 20-10-1991 | RKC Waalwijk      | 2 - 3   | Feyenoord         | 0-1 12' (pen.) Witschge 2-2 73' Fraser 2-3 86' Kiprich                                | |
| 27-10-1991 | Feyenoord         | 0 - 0   | FC Groningen      |                                                                                       | |
| 03-11-1991 | De Graafschap     | 1 - 1   | Feyenoord         | 1-1 63' Fraser                                                                        | |
| 10-11-1991 | Feyenoord         | 0 - 0   | FC Utrecht        |                                                                                       | |
| 17-11-1991 | Feyenoord         | 2 - 0   | Ajax *            | 1-0 30' Damaschin 2-0 86' Taument                                                     | * Speelde de wedstrijd uit met 10 spelers (± 17 min.)                                                 |
| 22-11-1991 | Fortuna Sittard * | 0 - 1   | Feyenoord         | 0-1 39' Scholten                                                                      | * Speelde de wedstrijd uit met 10 spelers (± 10 min.)                                                 |
| 08-12-1991 | FC Twente         | 1 - 2   | Feyenoord         | 0-1 12' Schultz 0-2 19' Damaschin                                                     | |
| 15-12-1991 | Feyenoord         | 2 - 0   | Sparta Rotterdam  | 1-0 74' Sabau 2-0 83' Taument                                                         | |
| 22-12-1991 | Ajax *            | 3 - 1   | Feyenoord         | 3-1 88' Kiprich                                                                       | * Speelde de wedstrijd uit met 10 spelers (± 30 min.)                                                 |
| 12-01-1992 | Feyenoord         | 3 - 0   | FC Den Haag       | 1-0 10' Van Gobbel 2-0 68' (e.d.) Otto 3-0 75' (e.d.) Otto                            | |
| 17-01-1992 | Roda JC           | 0 - 0   | Feyenoord         |                                                                                       | |
| 26-01-1992 | Feyenoord         | 5 - 1   | VVV-Venlo         | 1-0 8' Blinker 2-1 57' Bosz 3-1 59' (pen.) Sabau 4-1 79' (pen.) Kiprich 5-1 84' Sabau | |
| 02-02-1992 | SVV/Dordrecht '90 | 0 - 1   | Feyenoord         | 0-1 53' Metgod                                                                        | |
| 16-02-1992 | Feyenoord         | 5 - 0   | Vitesse           | 1-0 20' Kiprich 2-0 23' Blinker 3-0 27' Kiprich 4-0 33' (pen.) Sabau 5-0 80' Kiprich  | |
| 23-02-1992 | FC Volendam       | 0 - 1   | Feyenoord         | 0-1 61' Sabau                                                                         | |
| 14-03-1992 | Feyenoord         | 0 - 1 * | MVV               |                                                                                       | * Dit was het laatste duel van Hans Dorjee als trainer en werd Wim Jansen als interim-trainer benoemd |
| 29-03-1992 | PSV               | 2 - 1   | Feyenoord         | 0-1 21' Fraser                                                                        | |
| 04-04-1992 | Feyenoord         | 0 - 0   | RKC Waalwijk      |                                                                                       | |
| 12-04-1992 | FC Groningen      | 1 - 0   | Feyenoord         |                                                                                       | |
| 20-04-1992 | Feyenoord         | 3 - 0   | De Graafschap     | 1-0 20' Kiprich 2-0 46' Heus 3-0 90' Blinker                                          | |
| 26-04-1992 | FC Utrecht        | 0 - 0   | Feyenoord         |                                                                                       | |
| 28-04-1992 | Feyenoord         | 3 - 1   | Willem II         | 1-1 53' Fraser 2-1 58' Damaschin 3-1 90' Taument                                      | |
| 03-05-1992 | Feyenoord         | 3 - 0   | Fortuna Sittard   | 1-0 9' Damaschin 2-0 37' Blinker 3-0 56' Taument                                      | |

### KNVB beker

#### Derde ronde
De elf hoogst geklasseerde clubs uit de Eredivisie stromen tijdens de derde ronde van het toernooi in en konden niet tegen elkaar geloot worden.
| Datum      | Thuis     | Uitslag | Uit | Doelpuntenmakers Feyenoord | Bijzonderheden |
| ---------- | --------- | ------- | --- | -------------------------- | -------------- |
| 13-11-1991 | Feyenoord | 1 - 0   | MVV | 1-0 63' Griga              |                |

#### Vierde ronde
| Datum      | Thuis          | Uitslag | Uit       | Doelpuntenmakers Feyenoord        | Bijzonderheden |
| ---------- | -------------- | ------- | --------- | --------------------------------- | -------------- |
| 05-01-1992 | RBC Roosendaal | 1 - 2   | Feyenoord | 0-1 20' Damaschin 1-2 85' Kiprich |                |

#### Kwartfinale
| Datum      | Thuis     | Uitslag | Uit  | Doelpuntenmakers Feyenoord | Bijzonderheden |
| ---------- | --------- | ------- | ---- | -------------------------- | -------------- |
| 08-03-1992 | Feyenoord | 1 - 0   | Ajax | 1-0 41' Witschge           |                |

#### Halve finale
| Datum      | Thuis       | Uitslag | Uit              | Doelpuntenmakers Feyenoord | Bijzonderheden                                                                             |
| ---------- | ----------- | ------- | ---------------- | -------------------------- | ------------------------------------------------------------------------------------------ |
| 08-04-1992 | Feyenoord * | 1 - 1   | Sparta Rotterdam | 1-1 43' Witschge           | * Winst na strafschoppen score 5 - 3. Strafschopnemers Metgod Kiprich Fraser Witschge Bosz |

#### Finale
| 'Zondag 10 mei 1992, KNVB beker-finale'                       | Feyenoord *                         | 3-0 (2-0) | Roda JC | Opstelling Feyenoord *                                                                                                  | Opstelling Roda JC |  |
| Stadion: De Kuip, Rotterdam Toeschouwers: 48.000 Van der Ende | De Wolf 28' Taument 43' Kiprich 53' |           |         | De Goey, Fraser, De Wolf 82' ( Troost), Metgod , Heus, Scholten, Bosz, Witschge 75' ( Sabau), Taument, Kiprich, Blinker | Bolesta, Senden, Luijpers, Verhagen, Hanssen, Broeders, Boerebach, Ter Avest, Hofman, Arnold 46' ( S. Jansen), Huiberts |  |
| Stadion: De Kuip, Rotterdam Toeschouwers: 48.000 Van der Ende |                                     |           |         | De Goey, Fraser, De Wolf 82' ( Troost), Metgod , Heus, Scholten, Bosz, Witschge 75' ( Sabau), Taument, Kiprich, Blinker | Bolesta, Senden, Luijpers, Verhagen, Hanssen, Broeders, Boerebach, Ter Avest, Hofman, Arnold 46' ( S. Jansen), Huiberts |  |
| Stadion: De Kuip, Rotterdam Toeschouwers: 48.000 Van der Ende |                                     |           |         | De Goey, Fraser, De Wolf 82' ( Troost), Metgod , Heus, Scholten, Bosz, Witschge 75' ( Sabau), Taument, Kiprich, Blinker | Bolesta, Senden, Luijpers, Verhagen, Hanssen, Broeders, Boerebach, Ter Avest, Hofman, Arnold 46' ( S. Jansen), Huiberts |  |
|                                                               |                                     |           |         | | |  |

| * Winnaar KNVB beker 1991/92 |
| ---------------------------- |
| Achtste titel                |

### Europees

#### Europacup II

##### Eerste ronde
| Datum      | Thuis           | Uitslag | Uit             | Doelpuntenmakers Feyenoord | Bijzonderheden |
| ---------- | --------------- | ------- | --------------- | -------------------------- | -------------- |
| 18-09-1991 | Partizan Tirana | 0 - 0   | Feyenoord       |                            |                |
| 02-10-1991 | Feyenoord       | 1 - 0   | Partizan Tirana | 1-0 87' Bosz               |                |

##### Tweede ronde
| Datum      | Thuis       | Uitslag | Uit       | Doelpuntenmakers Feyenoord | Bijzonderheden                                                                          |
| ---------- | ----------- | ------- | --------- | -------------------------- | --------------------------------------------------------------------------------------- |
| 23-10-1991 | FC Sion     | 0 - 0   | Feyenoord |                            |                                                                                         |
| 06-11-1991 | Feyenoord * | 0 - 0   | FC Sion   |                            | * Winst na strafschoppen score 5 - 3. Strafschopnemers Metgod Sabau Fraser De Wolf Bosz |

##### Kwartfinale
| Datum      | Thuis             | Uitslag | Uit               | Doelpuntenmakers Feyenoord | Bijzonderheden |
| ---------- | ----------------- | ------- | ----------------- | -------------------------- | -------------- |
| 04-03-1992 | Feyenoord         | 1 - 0   | Tottenham Hotspur | 1-0 56' Kiprich            |                |
| 18-03-1992 | Tottenham Hotspur | 0 - 0   | Feyenoord         |                            |                |

##### Halve finale
| Datum      | Thuis         | Uitslag   | Uit           | Doelpuntenmakers Feyenoord         | Bijzonderheden |
| ---------- | ------------- | --------- | ------------- | ---------------------------------- | -------------- |
| 01-04-1992 | AS Monaco ( ) | 1 - 1     | Feyenoord     | 0-1 9' Witschge                    |                |
| 15-04-1992 | Feyenoord     | 2 - 2 (u) | AS Monaco ( ) | 1-2 52' Witschge 2-2 88' Damaschin |                |

## Selectie
De selectie staat op alfabetische volgorde.
| Positie | Speler                         |
| ------- | ------------------------------ |
| A/M     | Regi Blinker                   |
| M       | Peter Bosz                     |
| A       | Marian Damaschin               |
| A       | Mark Farrington (tot aug 1991) |
| V       | Henk Fraser                    |
| V       | / Ulrich van Gobbel            |
| DM      | Ed de Goey                     |
| M       | Stanislav Griga                |
| V       | Ruud Heus                      |
| A       | József Kiprich                 |
| V       | John Metgod                    |
| V       | Paul Nortan                    |

| Positie | Speler            |
| ------- | ----------------- |
| V       | Gerrit Plomp      |
| M       | Ioan Sabău        |
| V       | Remco Schol       |
| M       | Arnold Scholten   |
| M       | Alfred Schreuder  |
| A       | Marchanno Schultz |
| A       | Gaston Taument    |
| V       | Sjaak Troost      |
| DM      | Harald Wapenaar   |
| M       | Rob Witschge      |
| V       | John de Wolf      |

## Topscorers
Legenda
- Doelpunt
- Waarvan Strafschoppen

Er wordt steeds de top 3 weergegeven van elke competitie.

### PTT Telecom Cup
| Plek | Speler           |   | Gescoord met penalty |
| ---- | ---------------- | - | -------------------- |
| 1.   | Marian Damaschin | 1 | 0                    |

### PTT-Telecompetitie
| Plek | Speler           |   | Gescoord met penalty |
| ---- | ---------------- | - | -------------------- |
| 1.   | Marian Damaschin | 9 | 0                    |
| 1.   | József Kiprich   | 9 | 2                    |
| 3.   | Gaston Taument   | 7 | 0                    |

### KNVB beker
| Plek | Speler           |   | Gescoord met penalty |
| ---- | ---------------- | - | -------------------- |
| 1.   | József Kiprich   | 2 | 0                    |
| 1.   | Rob Witschge     | 2 | 0                    |
| 3.   | Marian Damaschin | 1 | 0                    |
| 3.   | Stanislav Griga  | 1 | 0                    |
| 3.   | Gaston Taument   | 1 | 0                    |
| 3.   | John de Wolf     | 1 | 0                    |

### Europees

#### Europacup II
| Plek | Speler           |   | Gescoord met penalty |
| ---- | ---------------- | - | -------------------- |
| 1.   | Rob Witschge     | 2 | 0                    |
| 2.   | Peter Bosz       | 1 | 0                    |
| 2.   | Marian Damaschin | 1 | 0                    |
| 2.   | József Kiprich   | 1 | 0                    |

### Overall
| Plek | Speler           |    | Gescoord met penalty |
| ---- | ---------------- | -- | -------------------- |
| 1.   | Marian Damaschin | 12 | 0                    |
| 1.   | József Kiprich   | 12 | 2                    |
| 3.   | Gaston Taument   | 8  | 0                    |

Ajax ·
Feyenoord ·
Fortuna Sittard ·
De Graafschap ·
FC Groningen ·
FC Den Haag ·
MVV ·
PSV ·
RKC ·
Roda JC ·
Sparta Rotterdam ·
SVV/Dordrecht '90 ·
FC Twente ·
FC Utrecht ·
Vitesse ·
FC Volendam ·
VVV ·
Willem II